# Fluoraceetamide
Fluoraceetamide is een organische verbinding met als brutoformule C2H4FNO. Het is een extreem toxische kristallijne verbinding die wordt gebruikt als rodenticide en insecticide. Het werkt metabolisch in op de citroenzuurcyclus van knaagdieren.